# Nicola II di Meclemburgo
Nicola II di Meclemburgo (... – Gadebusch, 28 settembre 1225) è stato un principe di Meclemburgo signore di Gadebusch.

## Biografia
Nicola II di Meclemburgo era il secondo figlio di Enrico Borwin I e fratello di Enrico Borwin II.
Nel 1218 Enrico Borwin I abdicò in favore dei due figli, suddividendo fra loro il suo regno. A Enrico Borwin II andò la parte orientale del Meclemburgo, e a Nicola II la parte occidentale. Da allora Nicola venne chiamato Signore di Gadebusch
Di lui si hanno pochissime notizie. Le cronache riportano la sua morte nel 28 settembre 1225 per una caduta nella sua dimora di Gadebusch.
Nicola II potrebbe essere morto non sposato. I suoi discendenti non sono mai menzionati, e secondo la testimonianza di Kirchberg non ha lasciato eredi.
Alla sua morte, il territorio del Meclemburgo occidentale passò al fratello Enrico Borwin II che tuttavia morì il 5 giugno 1226. quando era ancora vivo il padre, Enrico Borwin I. Pertanto l'intero territorio del Meclemburgo passò in eredita ai quattro figli maschi di Enrico Borwin II. Questi governarono congiuntamente la regione fino al 1233, poi si spartirono il territorio in quattro parti, secondo quella che gli storici chiamano prima partizione del Meclemburgo.

## Ascendenza
|                                |   |   | Genitori |  |  | Nonni |  |  | Bisnonni |  |  | Trisnonni            |  |
|                                |   |   |          |  |  |       |  |  | Niklot   |  |  | Pribislavo di Wagria |  |
|                                |   |   |          |  |  |       |  |  | Niklot   |  |  | Pribislavo di Wagria |  |
|                                |   | … |          |  |  |       |  |  | Niklot   |  |  |                      |  |
| Pribislavo di Meclemburgo      |   |   |          |  |  |       |  |  | Niklot   |  |  |                      |  |
|                                |   | … | …        |  |  |       |  |  |          |  |  |                      |  |
|                                |   | … | …        |  |  |       |  |  |          |  |  |                      |  |
|                                |   | … | …        |  |  |       |  |  |          |  |  |                      |  |
| Enrico Borwin I di Meclemburgo |   | … |          |  |  |       |  |  |          |  |  |                      |  |
|                                |   | … | …        |  |  |       |  |  |          |  |  |                      |  |
|                                |   | … | …        |  |  |       |  |  |          |  |  |                      |  |
|                                |   | … | …        |  |  |       |  |  |          |  |  |                      |  |
| …                              |   | … |          |  |  |       |  |  |          |  |  |                      |  |
|                                |   | … | …        |  |  |       |  |  |          |  |  |                      |  |
|                                |   | … | …        |  |  |       |  |  |          |  |  |                      |  |
|                                |   | … | …        |  |  |       |  |  |          |  |  |                      |  |
| Nicola II di Meclemburgo       |   | … |          |  |  |       |  |  |          |  |  |                      |  |
|                                | … | … |          |  |  |       |  |  |          |  |  |                      |  |
|                                | … | … |          |  |  |       |  |  |          |  |  |                      |  |
|                                | … | … |          |  |  |       |  |  |          |  |  |                      |  |
| …                              | … |   |          |  |  |       |  |  |          |  |  |                      |  |
|                                |   | … | …        |  |  |       |  |  |          |  |  |                      |  |
|                                |   | … | …        |  |  |       |  |  |          |  |  |                      |  |
|                                |   | … | …        |  |  |       |  |  |          |  |  |                      |  |
| …                              |   | … |          |  |  |       |  |  |          |  |  |                      |  |
|                                |   | … | …        |  |  |       |  |  |          |  |  |                      |  |
|                                |   | … | …        |  |  |       |  |  |          |  |  |                      |  |
|                                |   | … | …        |  |  |       |  |  |          |  |  |                      |  |
| …                              |   | … |          |  |  |       |  |  |          |  |  |                      |  |
|                                |   | … | …        |  |  |       |  |  |          |  |  |                      |  |
|                                |   | … | …        |  |  |       |  |  |          |  |  |                      |  |
|                                |   | … | …        |  |  |       |  |  |          |  |  |                      |  |
|                                |   | … |          |  |  |       |  |  |          |  |  |                      |  |